# CITV
CITV (afkorting van: Children's ITV of Children's Independent Television) is een Engels televisiekanaal gericht op kinderen. Het begon in 1983 als een kinderblok op ITV. Maar sinds 2006 hebben ze op de digitale televisie een 12 uur per dag kanaal.

## Mini CITV
Mini CITV is een peuterblok op CITV. Het wordt meestal 's morgens uitgezonden.

## Programma's die door CITV worden uitgezonden
- Horrid Henry
- Justice League
- Jacob Dubbel
- Pokemon: Diamond and Pearl
- Power Rangers
- Emu
- Engie Benjy
- Atomic Betty
- Biker Moce from Mars
- Captain Mack
- The Batman
- Teenage Mutant Ninja Turtles
- SamSam
- Supernormal
- Yin Yang Yo!
- X-Men
- Dinosaur King

## Link
- Officiële website